# Thunbergia cuanzensis
Thunbergia cuanzensis är en akantusväxtart som beskrevs av Spencer Le Marchant Moore. Thunbergia cuanzensis ingår i släktet thunbergior, och familjen akantusväxter. Inga underarter finns listade i Catalogue of Life.